# Danny Alexander
Sir Daniel Grian Alexander meglio conosciuto come Danny Alexander (Edimburgo, 15 maggio 1972) è un politico britannico.
Fa parte del partito Liberal Democratico; dal 2005 al 2015 è stato il deputato per il collegio di Inverness, Nairn, Badenoch e Strathspey. In passato è stato Segretario di Stato per la Scozia. Fino all'11 maggio 2015 ha ricoperto l'incarico di Chief Secretary to the Treasury.